# Tully-Fisher-relationen
Tully-Fisher-relationen betraktas som en standardiserad ljuskälla inom astronomin. Den är ett empiriskt samband, som publicerades av astronomerna R. Brent Tully och J. Richard Fisher 1977 och gör det möjligt att uppskatta avståndet till en spiralgalax ur bredden på linjerna i dess spektrum. Sambandet säger att en spiralgalax’ luminositet är proportionell mot fjärde potensen av dess rotationshastighet. Denna hastighet i sin tur bestäms från bredden på spektrallinjerna, särskilt linjen på 21cm som avges från det neutrala vätet i galaxen. När luminositeten är känd, så kan avståndet bestämmas genom jämförelse mellan den absoluta och den skenbara magnituden.